# Cirimido
Cirimido is een gemeente in de Italiaanse provincie Como (regio Lombardije) en telt 2052 inwoners (31-12-2004). De oppervlakte bedraagt 2,6 km², de bevolkingsdichtheid is 957 inwoners per km².

## Demografie
Cirimido telt ongeveer 771 huishoudens. Het aantal inwoners steeg in de periode 1991-2001 met 3,8% volgens cijfers uit de tienjaarlijkse volkstellingen van ISTAT.
| Jaar | Inwoneraantal |
| ---- | ------------- |
| 1991 | 1844          |
| 2001 | 1914          |

## Geografie
De gemeente ligt op ongeveer 290 m boven zeeniveau.
Cirimido grenst aan de volgende gemeenten: Fenegrò, Guanzate, Lomazzo, Turate.